# Romagnieu
Romagnieu ist eine französische Gemeinde mit 1.732 Einwohnern (Stand: 1. Januar 2022) im Département Isère in der Region Auvergne-Rhône-Alpes. Sie gehört zum Arrondissement La Tour-du-Pin und zum Kanton Chartreuse-Guiers.

## Geographie
Die Gemeinde Romagnieu liegt im Vorland der Chartreuse, etwa 23 Kilometer westlich von Chambéry. Der Fluss Guiers verläuft an der nördlichen und nordöstlichen Grenze der Gemeinde, der Fluss Bièvre im Westen. Romagnieu wird umgeben von den Nachbargemeinden Aoste im Nordwesten und Norden, Saint-Genix-les-Villages im Norden und Nordosten, Belmont-Tramonet im Osten, Domessin im Südosten, Le Pont-de-Beauvoisin im Süden, Pressins im Süden und Südwesten, Les Abrets im Südwesten sowie Chimilin im Westen.
Durch die Gemeinde führt die Autoroute A43.

## Bevölkerungsentwicklung
| Jahr                       | 1962 | 1968 | 1975 | 1982 | 1990 | 1999 | 2011 | 2021 |
| Einwohner                  | 949  | 931  | 870  | 993  | 1122 | 1235 | 1465 | 1684 |
| Quellen: Cassini und INSEE |      |      |      |      |      |      |      |      |

## Sehenswürdigkeiten
- Kirche der Unbefleckten Empfängnis (Immaculée Conception)
- romanische Kapelle von Avaux
- alte gallorömische Brücke
- Reste der alten Burg

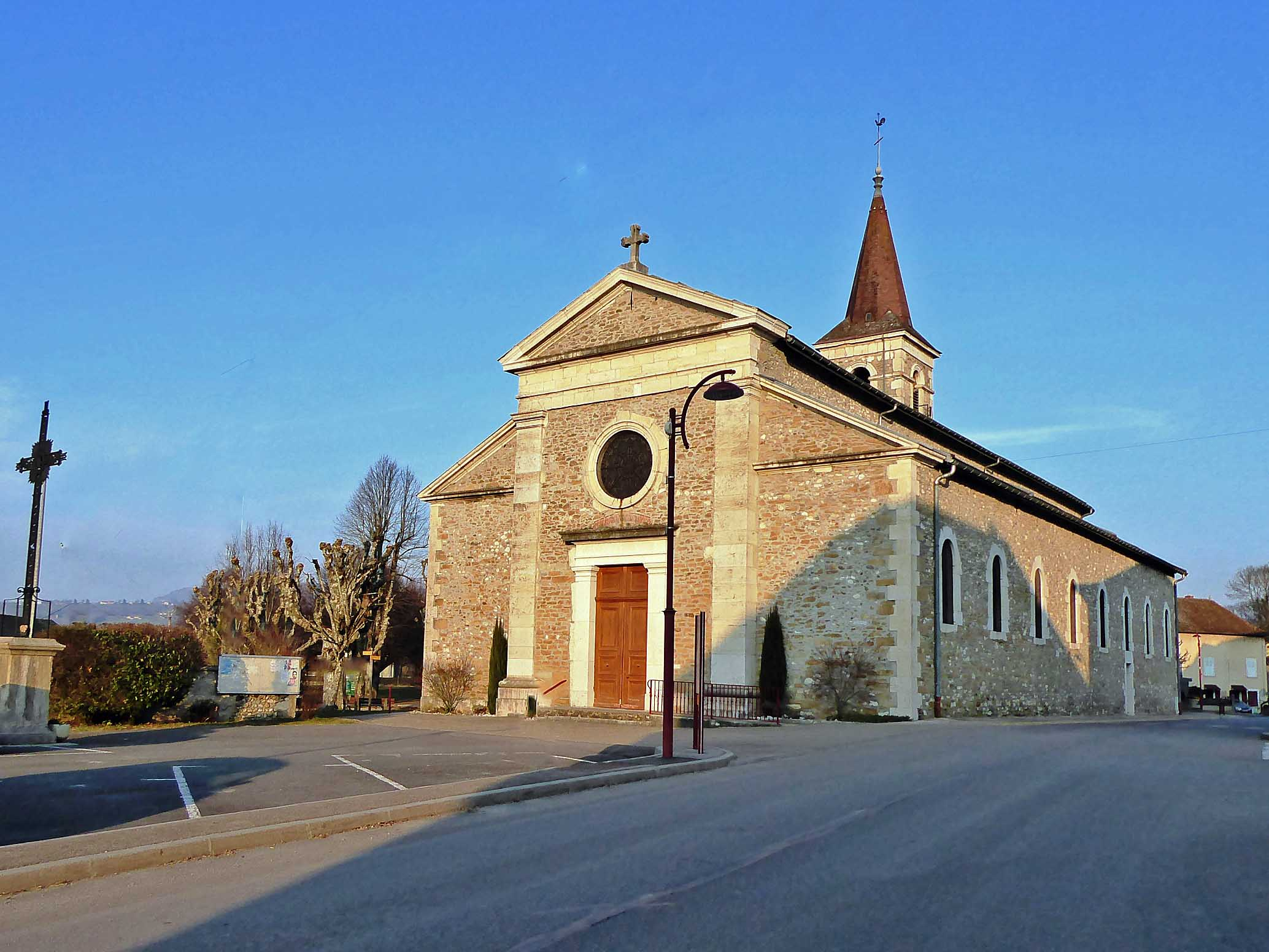
Kirche der Unbefleckten Empfängnis
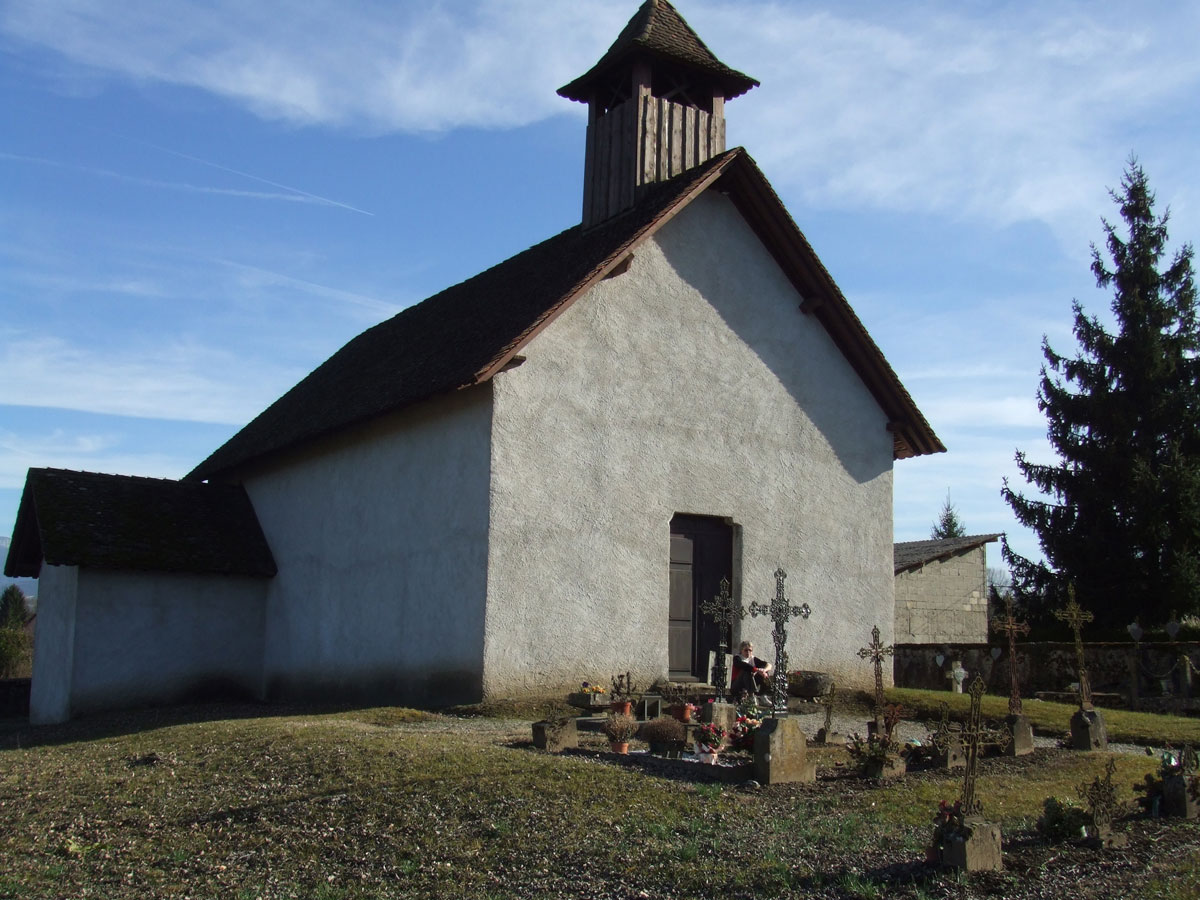
Kapelle von Avaux